# Edmund Fitzgibbon
Edmund Joseph Fitzgibbon, né le 1er mars 1925 à Ballylegan, dans le comté de Cork, et décédé le 17 avril 2010 à Kiltegan, est un évêque irlandais. Fitzgibbon est ordonné prêtre en 1950 dans la "St. Patrick’s Society for the Foreign Missions". De 1964 à 1973, il est préfet de Minna au Nigéria. Il est nommé administrateur apostolique de Port Harcourt et de Warri et comme évêque titulaire de Forum Traiani. Il est nommé évêque de Warri en 1991 et reste évêque jusqu'en 1997.